# Macquarie Park, New South Wales
Macquarie Park este o suburbie în Sydney, Australia.